# Johan Ramaekers
Johan Hubert (Jan) Ramaekers (Mechelen-aan-de-Maas, 17 juli 1862 - Zelem, 28 augustus 1930) was een Belgisch volksvertegenwoordiger.

## Levensloop
Na gestudeerd te hebben aan het Sint-Servaascollege in Luik, werd Ramaekers postbediende. Later behaalde hij een diploma aan de normaalschool van het koninklijk atheneum in Hasselt en werd onmiddellijk hoofdonderwijzer in Peer. Tijdens de Schoolstrijd werd hij overgeplaatst naar Leopoldsburg en van 1884 tot 1889 was hij hoofdonderwijzer in Zelem.
In 1889 verliet hij het onderwijs en stapte in de journalistiek. Hij werd hoofdredacteur van Het Land, waar hij voordien al correspondent was. In 1891 verhuisde hij naar Brussel en gaf er De Stem uit, een orgaan van de Vlaamsche Volkspartij waar hij toe behoorde. De naam veranderde in 1893 in Vlaamsch en Vrij (1893-1897), waarvan hij de hoofdredacteur en de drukker was. Hij gaf ook nog andere nieuwsbladen uit, zoals het Vlaamsgezind weekblad De Laekenaer. Tevens was hij hoofdredacteur van Het Vlaamsche Volk (1894-1898) en Het Huisgezin en werkte hij mee aan de volksbladen De Kleine Patriot (1889-1901) en De Brusselaar. De dynamische man stichtte bovendien een drukkerij genaamd Hendrik Conscience in Laken en een gelijknamige in Brussel.
In 1899 keerde Ramaekers terug naar Zelem, waar hij van zijn schoonvader Leopold Cruls de leiding over de Gieterijen Gebroeders Cruls overnam. In 1901 werd hij voor de Katholieke Partij gemeenteraadslid van Zelem en werd er in 1902 tot burgemeester benoemd, een ambt dat hij bekleedde tot aan zijn dood. Ook was hij van 1904 tot 1913 provincieraadslid van Limburg. Zijn sociale ingesteldheid toonde hij als voorzitter van de Gewestelijke kredietmaatschappij van Werkmanswoningen en door zijn inzet voor onderwijs in de moedertaal.
Van 1913 tot aan zijn dood in 1930 was hij lid van de Kamer van volksvertegenwoordigers voor het arrondissement Hasselt. Hij volgde de ontslagnemende François Portmans op, die na één jaar in de Kamer te hebben gezeteld senator werd, en Edouard de Meeus d'Argenteuil, die maar één dag lid was van de Kamer. Van 1926 tot aan zijn dood was hij secretaris van de Kamer.
In 1921 stichtte hij een op de Sint-Jansberg een vakschool.
Tussen de andere activiteiten door, schreef hij ook wat literair werk, maar dat van geringe waarde is gebleken.

## Publicaties
- Geschiedkundig overzicht der gemeente Zeelhem, Mechelen-aan-de-Maas, 1889.
- Tweelingbroeders.
- De Bruid van Vlaanderen.
- De Zwarte Peter.
- Stanley's Reizen.

## Familie
Zijn schoonvader Leopold Cruls en zijn zoon Max Ramaekers zijn ook burgemeester van Zelem geweest.